# Monastero di Dionysiou
Il monastero di Dionysiou (in greco Μονή Διονυσίου?, Monastero di Denys) è uno dei venti monasteri di Monte Athos, in Grecia. È formato da una comunità monastica di tipo cenobitico dal 1907.
È situato a sud-ovest della penisola ed occupa il quinto rango nella classe gerarchica dei monasteri del Santo Monte.
È dedicato alla natività di San Giovanni Battista, festeggiata il 24 giugno.
Attualmente conta una cinquantina di monaci.

## Storia
Il monastero venne fondato verso il 1375 dal monaco Dionisio di Korisos. Il santo monaco venne aiutato da Alessio III Comneno re di Trebisonda e da sua moglie Teodora. Ancora presente nel tesoro del tempio la pergamena dell'atto di fondazione con in miniatura il re e la regina che tengono in mano la crisobolla con i privilegi concessi alla costituita comunità monastica. In seguito il monastero fu sostenuto dai principi di Valacchia e di Moldavia che nel XV e XVI secolo contribuirono all'ampliamento del monastero. Le costruzioni attuali sono in gran parte state edificate con l'aiuto del principe di Moldavia Alexandru Lăpușneanu dopo la metà del XVI secolo.

## Patrimonio artistico

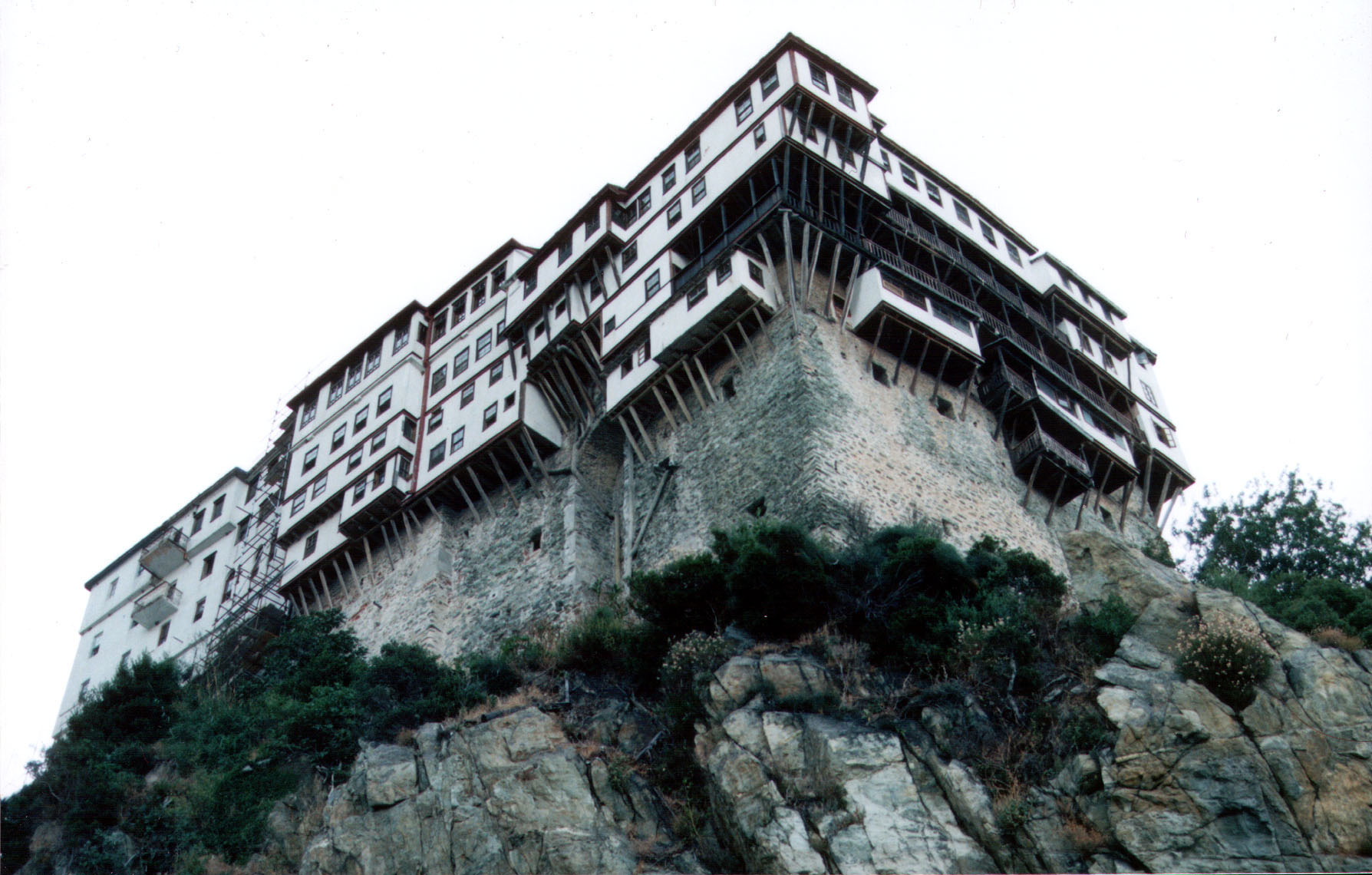
Il monastero di Dionysiou

L'intero monastero è costruito sopra mura alte oltre ottanta metri a loro volta poste su uno sperone di roccia a strapiombo sul mare. Alla sommità fioriscono balconi e loggiati arditamente sospesi nel vuoto. L'esiguo spazio fa sì che l'intera struttura sia addossata attorno al ristretto spazio concesso dalla rossa katholikòn. Gli affreschi presenti nella chiesa e nel refettorio sono attribuiti a Zorzi il Cretese e sono datati 1547. La biblioteca del monastero conta 588 manoscritti.